# Reiner Wodey
Reiner Wodey (* 11. Mai 1953 in Bonn) ist ein deutscher Badmintonspieler. 

## Karriere
Reiner Wodey gewann mit dem 1. BC Beuel 1981 und 1982 die deutsche Mannschaftsmeisterschaft. In den zehn Jahren zuvor war er fünfmal mit dem Team an Gold gescheitert und musste sich so mit Silber zufriedengeben.

## Sportliche Erfolge
| Saison    | Veranstaltung                        | Disziplin    | Platz | Name |
| --------- | ------------------------------------ | ------------ | ----- | --- |
| 1970/1971 | Deutsche Einzelmeisterschaft U18     | Herrendoppel | 2     | Reinhard Wolber / Reiner Wodey (1. BC Beuel) |
| 1970/1971 | Westdeutsche Einzelmeisterschaft U18 | Mixed        | 1     | Reiner Wodey / Eva-Maria Kranz (1. BC Beuel) |
| 1971/1972 | Deutsche Mannschaftsmeisterschaft    | Mannschaft   | 2     | 1. BC Beuel (Roland Maywald, Alfred Kreutzberg, Karl-Heinz Zwiebler, Reiner Wodey, Reinhard Wolber, Marieluise Wackerow, Eva-Maria Kranz, Helga Maywald)              |
| 1972/1973 | Deutsche Mannschaftsmeisterschaft    | Mannschaft   | 2     | 1. BC Beuel (Roland Maywald, Alfred Kreutzberg, Karl-Heinz Zwiebler, Reiner Wodey, Reinhard Wolber, Marieluise Zizmann, Eva-Maria Kranz, Helga Maywald)               |
| 1972/1973 | Westdeutsche Einzelmeisterschaft U22 | Herrendoppel | 1     | Karl-Heinz Zwiebler / Reiner Wodey (1. BC Beuel) |
| 1973/1974 | Westdeutsche Einzelmeisterschaft U22 | Herrendoppel | 1     | Reiner Wodey / Reinhard Wolber (1. BC Beuel) |
| 1973/1974 | Deutsche Einzelmeisterschaft U22     | Herrendoppel | 1     | Reiner Wodey / Reinhard Wolber (1. BC Beuel / 1. BC Beuel) |
| 1973/1974 | Deutsche Einzelmeisterschaft U22     | Mixed        | 2     | Reiner Wodey / Eva Maria Kranz (1. BC Beuel) |
| 1973/1974 | Westdeutsche Einzelmeisterschaft U22 | Mixed        | 1     | Reiner Wodey / Eva-Maria Kranz (1. BC Beuel) |
| 1973/1974 | Deutsche Mannschaftsmeisterschaft    | Mannschaft   | 2     | 1. BC Beuel (Roland Maywald, Karl-Heinz Zwiebler, Alfred Kreutzberg, Reiner Wodey, Reinhold Wolber, Rolf Zizmann, Marieluise Zizmann, Eva-Maria Kranz, Helga Maywald) |
| 1974/1975 | Westdeutsche Einzelmeisterschaft     | Herrendoppel | 1     | Karl-Heinz Zwiebler / Reiner Wodey (1. BC Beuel) |
| 1974/1975 | Deutsche Mannschaftsmeisterschaft    | Mannschaft   | 2     | 1. BC Beuel (Roland Maywald, Karl-Heinz Zwiebler, Alfred Kreutzberg, Reiner Wodey, Rolf Zizmann, Marieluise Zizmann, Eva-Maria Kranz)                                 |
| 1974/1975 | Westdeutsche Einzelmeisterschaft U22 | Herreneinzel | 1     | Reiner Wodey (1. BC Beuel) |
| 1974/1975 | Deutsche Einzelmeisterschaft U22     | Herrendoppel | 2     | Reiner Wodey / Reinhard Wolber (1. BC Beuel) |
| 1974/1975 | Deutsche Einzelmeisterschaft U22     | Mixed        | 1     | Reiner Wodey / Eva-Maria Kranz (1. BC Beuel) |
| 1975/1976 | Deutsche Mannschaftsmeisterschaft    | Mannschaft   | 2     | 1. BC Beuel (Roland Maywald, Karl-Heinz Zwiebler, Reiner Wodey, Rolf Zizmann, Marieluise Zizmann, Eva-Maria Kranz)                                                    |
| 1980/1981 | Deutsche Mannschaftsmeisterschaft    | Mannschaft   | 1     | 1. BC Beuel (Karl-Heinz Zwiebler, Roland Maywald, Reiner Wodey, Gary Scott, Dieter Tholen, Marieluise Zizmann, Eva-Maria Zwiebler)                                    |
| 1981/1982 | Deutsche Mannschaftsmeisterschaft    | Mannschaft   | 1     | 1. BC Beuel (Karl-Heinz Zwiebler, Roland Maywald, Reiner Wodey, Gary Scott, Wolfgang Schneider, Frank Thiel, Marieluise Zizmann, Eva-Maria Zwiebler)                  |